# Tempesta sobre el Nil
Tempesta sobre el Nil (títol ogirinal: Storm over the Nile) és una pel·lícula britànica de Terence Young i Zoltan Korda, estrenada l'any 1955. Ha estat doblada al català. Es tracta del remake d'una pel·lícula precedent del propi Korda realitzada l'any 1939, Les quatre plomes. D'aquesta primera versió se'n van utilitzar imatges de les escenes d'acció, que es van adaptar al CinemaScope, així com diverses peces del compositor original Miklos Rozsa. La pel·lícula va ser rodada en part al Sudan.

## Argument
A la vigília d'una expedició punitiva al Sudan arran dels fets de la Guerra del Mahdí, el tinent Harry Faversham dimiteix de l'exèrcit per a consagrar-se a la seva futura muller. Els seus amics així com la seva promesa l'acusen de covardia enviant-li cadascun una ploma blanca.

## Fitxa tècnica
- Títol original: Storm over the Nile
- Realització: Terence Young i Zoltan Korda
- Guió: R.C. Sherriff, Lajos Biró i Arthur Wimperis de la novel·la The Four Feathers d'A.E.W. Mason
- Director de la fotografia: Ted Scaife
- Muntatge: Raymond Poulton
- Música: Benjamin Frankel
- Direcció artística: Wilfrid Shingleton
- Producció: Zoltan Korda
- Gènere: Aventura, Drama
- País: Regne Unit
- Durada: 107 minuts
- Dates de sortida:
  -   Regne Unit: 26 desembre 1955
  -   Portugal: 1 setembre 1956
  -   Estats Units: 22 juny 1956

## Repartiment
- Anthony Steel: Tinent Harry Faversham
- Laurence Harvey: John Durrance
- James Robertson Justice: General Burroughs
- Mary Ure: Mary Burroughs
- Ronald Lewis: Peter Burroughs
- Ian Carmichael: Willoughby
- Jack Lambert: el coronel
- Raymond Francis: l'ajuda del coronel
- Geoffrey Keen: Dr. Sutton
- Michael Hordern: General Faversham
- Ferdy Mayne: Dr. Harraz
- Christopher Lee: Karaga Pasha
- John Wynne: el sergent
- Avis Scott: la dona del sergent
- Roger Delgado: l'espia